# Alenka Dolničar
Alenka Dolničar, slovenska telovadka, * 8. september 1991, Ljubljana.
Alenka Dolničar trenira gimnastiko v ŠD Gib Šiška. Obiskuje tretji letnik srednje gradbene šole.

## Največji uspehi
Svetovni pokal
- 7.mesto - preskok, Ostrava 2008